# Gedenkstätte Geschlossener Jugendwerkhof Torgau

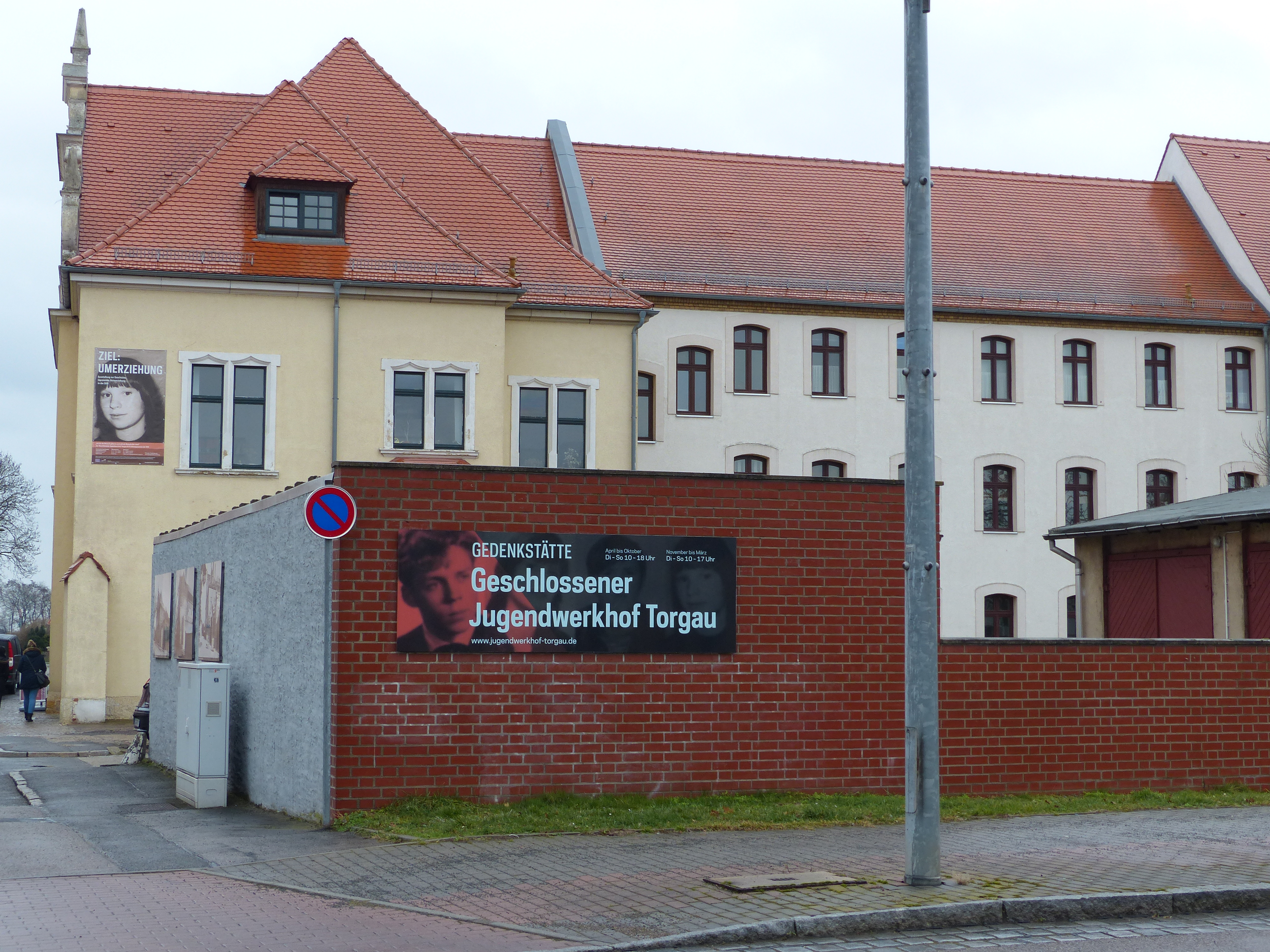
Frontansicht der Gedenkstätte

Die Gedenkstätte Geschlossener Jugendwerkhof Torgau ist eine Gedenkstätte in der sächsischen Stadt Torgau, die an das Unrecht im Geschlossenen Jugendwerkhof Torgau als Gipfelung der repressiven Heimerziehung in der DDR, ihre Auswirkungen und Opfer erinnert.

## Lage
Die Gedenkstätte befindet sich auf dem Gelände des ehemaligen Geschlossenen Jugendwerkhofs, der von 1964 bis zur Wende und friedlichen Revolution 1989 Gebäude und Außenflächen des vormaligen Gefängnisses nutzte. Während 1996 der überwiegende Teil der Gebäude privatisiert und zu Wohnungen umgebaut wurde, wurde 1998 in dem verbliebenen Verwaltungsgebäude die Gedenkstätte eingerichtet. Besichtigt werden können außerdem die Dunkelarrestzellen sowie der ursprüngliche Innenhof und Reste der Außenmauern.

## Inhalte der Ausstellung
Die Ausstellung befasst sich mit dem repressiven Erziehungssystem und der Struktur der DDR-Jugendhilfe und der Spezialheime der DDR, darunter Spezialkinderheime und Jugendwerkhöfe. Ideologisch galt es, eine sozialistische Persönlichkeit durch Umerziehung herauszubilden, die sich in das systemkonforme Kollektiv einordnete. Unerwünschte abweichende politische Meinungen oder prowestliche Einflüsse waren ebenso Ausgangspunkt der Heimeinweisung (siehe z. B. Punk in der DDR) wie fragwürdige Diagnosen aus der Psychologie oder zum Sozialverhalten. Ungeschultes Personal und unmenschliche Behandlungsmethoden, darunter massive Gewaltanwendung, Folter und Misshandlungen, führten schließlich in Torgau zu einem katastrophalen Unrechtssystem. 4000 Jugendliche haben diesen Jugendwerkhof durchlaufen. Die Einweisung erfolgte direkt über das Ministerium für Volksbildung und ohne Gerichtsbeschluss. In der Ausstellung kommen medial Zeitzeugen zu Wort und Teile der Akten können eingesehen werden. Ausstellungsstücke und veranschaulichtes Alltagshandeln verdeutlichen den repressiven Charakter des Jugendwerkhofs. Einzelne jugendliche Heimbewohner begingen Suizid, andere versuchten durch Selbstverletzungen dem täglichen Drill zu entkommen. Viele ehemalige Betroffene leiden bis heute unter körperlichen und psychischen Folgeschäden. Neben der Dauerausstellung finden in der Gedenkstätte Führungen, Zeitzeugengespräche und Projekttage statt. Wanderausstellungen ergänzen die gezeigten Inhalte.
Verantwortlich für den Aufbau des Jugendwerkhofs war Eberhard Mannschatz, in einem Raum der Gedenkstätte hängt sein Porträt zusammen mit denen der anderen Verantwortlichen: Heimleiter Horst Kretzschmar und Margot Honecker.
Das Theaterstück  Wer sich umdreht oder lacht … von Ulrike Schanko wurde 2011 in der Gedenkstätte uraufgeführt. Neben der geschichtlichen Aufarbeitung forscht die Gedenkstätte bezüglich aktueller Missstände und Tendenzen zu repressiven Erziehungsmodellen. Zum wissenschaftlichen Beirat gehören u. a. Rainer Eckert und Christian Sachse.

## Filme
- INVICTUS - In Erinnerung an die rund 500.000 ehemaligen Heimkinder in der DDR von 1949 - 1990, Kurzfilm